# 米子瀧山不動寺

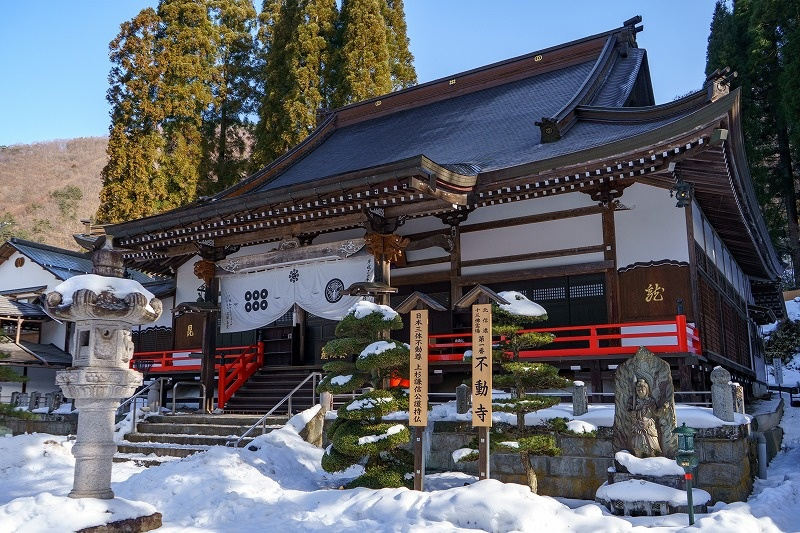
冬の本堂

米子瀧山不動寺(よなこたきざんふどうじ)は長野県須坂市米子にある真言宗豊山派の寺院。正式名称は、米子瀧山威德院不動寺。日本三大不動尊の一つであり、本尊は上杉謙信念持仏の不動明王。

## 歴史
開山は養老2年(西暦718年)加賀の白山信仰を確立した泰澄大師の一番弟子で修験道僧の浄定(きよさだ)。開基は仏教の民間布教に尽力し、奈良東大寺に深く関与した僧・行基である。中興開基は戦国大名の上杉謙信。室町幕府13代将軍足利義輝より関東管領職に補任された謙信が上洛の折に、足利将軍家に伝わる念持仏の不動明王を関東庶民の安寧の為に賜り、謙信の念持仏となった。永禄4年（1561年）9月第四次川中島の合戦の際、陣中に祀り戦勝祈願の護摩を厳修したと伝えられており帰途の折り、重臣柿崎景家・甘糟景持・直江実綱の手により現在の奥之院に不動明王を本尊として安置し寺号を米子瀧山威德院不動寺と改め現在に至っている。その不動明王立像が、現在の米子瀧山不動寺の本尊不動明王立像である。一年中全国各地から善男善女の参詣者が訪れる祈願寺。また日本三大(三体) 不動尊の一つに数えられる。
米子瀧山不動寺奥之院本堂は里堂から更に12キロの山中にあり、国指定名勝・米子瀑布群の不動滝.権現滝の中央の麓にある。両滝は約100m近い落差を誇る滝である。不動滝は滝行が出来る滝としては日本一の高さがあり、両滝とも真っ直ぐ落ちる直瀑。米子瀧山不動寺では本尊不動明王立像と共に滝も御神体として崇めている。
現在の住職は信濃国松代藩並びに上野国沼田藩初代藩主眞田信之(信幸)と細川忠興をはじめ戦国武将らに日本一の兵と称えられた眞田信繁(幸村)の両方の血を引き犬伏の別れ以来兄弟の血筋が一緒になっている事で知られている。
眞田家は白山信仰をしており、四阿山の山頂に祀られている白山大権現の北側にある米子大瀑布の不動滝・権現滝は古来清めの大神(北側の白山大権現の里宮)当寺奥之院を眞田幸綱(幸隆)が祭祀を勤めていた事から深い縁を感じる。
国指定名勝米子瀑布群は米子瀧山不動寺の開山地でもある。

## 文化財
- 本尊　不動明王立像(須坂市指定有形文化財)
- 米子瀧山不動寺奥之院本堂(国指定名勝・須坂市指定有形文化財)

## 所在地
長野県須坂市米子1057

## アクセス
- 上信越自動車道須坂長野東ICから車でおよそ25分(米子不動尊本坊＝里堂)通年通行可能"P有り"
- 米子不動尊開山地奥之院本堂＝米子大瀑布は積雪のため冬季通行止め
- 長野電鉄・須坂駅から、長電バス（すざか市民バス）米子線が出ており、およそ35分。（終点・米子不動尊）下車１分